# Ardent (Schiff, 1771)
Die Ardent war ein 64-Kanonen-Linienschiff (Zweidecker) 3. Ranges der Ardent-Klasse. Sie wurde am 17. August 1779 von Frankreich gekapert und 1782 von der Royal Navy zurückerobert.
Sie ist nicht zu verwechseln mit der HMS Ardent (ebenfalls ein 64-Kanonen-Linienschiff), die im April 1796 in Northfleet vom Stapel lief und die unter anderem an der Seeschlacht bei Camperduin, der Kapitulation im Vlieter und der Seeschlacht von Kopenhagen (1801) teilnahm.

## Geschichte
Die spätere Ardent wurde am 12. Dezember 1761 bestellt. Das Schiff wurde unter der Bauaufsicht von Hugh Blaydes auf der Privatwerft Hessel Cliff bei Kingston upon Hull am 15. Januar 1762 auf Kiel gelegt und lief am 13. August 1764 vom Stapel. Die reinen Baukosten betrugen 20.992 Pfund und 10 Schilling (siehe Pfund Sterling).

### Royal Navy
Die Ardent wurde am 28. Januar 1771, nach Ausrüstung in der Marinewerft in Chatham, unter dem Kommando von Captain Richard King für einen Monat in Dienst gestellt und anschließend aufgelegt. Ab 9. September 1773 wurde sie, unter dem Kommando von Captain Sir Charles Douglas, erneut in Dienst gestellt. 1778 gehörte sie, unter dem Kommando von Kapitän George Keppel, zur Flotte von Lord Howe. Sie verteidigte mit ihr New York gegen die zahlenmäßig überlegene französische Flotte unter dem Kommando von Admiral Charles Henri d’Estaing. Die zwei Flotten sichteten sich am 11. August 1778, aber wegen des mehrere Tage anhaltenden schlechten Wetters kam es nicht zu direkten Kampfhandlungen. In den folgenden Monaten gelang es dem Tender der Ardent, zwei Prisen aufzubringen. Im Januar 1779 kehrte sie nach Portsmouth zurück und wurde in Reserve gestellt.
Im Juni 1779 wurde sie unter dem Kommando von Kapitän Phillip Boteler wieder in Dienst gestellt. Im August verließen die Ardent und die Marlborough Plymouth, um sich der Flotte von Sir Charles Hardy im Ärmelkanal anzuschließen. Laut dem Logbuch bestand die Mannschaft der Ardent zu 80 % aus unerfahrenen Rekruten ohne Seeerfahrung. Beiden Schiffen war nicht bekannt, dass eine französisch-spanische Flotte sich in dem Seegebiet befand. Zwei Tage nach dem Ablegen sichtete die Ardent diese Flotte. Die Flotte hatte es geschafft, ein englisches Signalbuch zu erbeuten und konnte so der Ardent das richtige Erkennungssignal geben und sie auffordern sich zu nähern.
Als die Ardent in Schussweite war, eröffnete die Fregatte Junon zuerst das Feuer und hisste dann die französische Flagge. Drei weitere Fregatten und ein spanisches Schiff griffen kurz darauf ebenfalls in den Kampf ein. Die Ardent erwiderte das Feuer nur sporadisch und ungenau und strich dann die Flagge. Vor einem Kriegsgericht sagte Kapitän Boteler aus, man habe mangels Schießpulvers das Feuer nicht erwidern können. Schiffskanonier Archibald Macintyre gab dagegen an, genug Pulver für 50 Minuten Dauerfeuer gehabt zu haben. Kapitän Botelers Aussage wurde daraufhin als widerlegt abgetan. Das Gericht kam zu dem Schluss, dass die unerfahrene Mannschaft der Grund für die mangelhafte Verteidigung des Schiffes gewesen sei. Dies wurde Kapitän Boteler angelastet; er wurde unehrenhaft aus der Marine entlassen.

### Französische Marine
Nach der Eroberung wurde die Ardent nach Brest gebracht und am 2. Mai 1780 unter Beibehaltung des Namens unter dem Kommando von Charles de Bernard de Marigny in französische Dienste gestellt. Sie verließ Brest, um zusammen mit sieben weiteren Linienschiffen und drei Fregatten einen sechsunddreißig Schiffe umfassenden Konvoi nach Boston zu geleiten. Er transportierte Truppen und Nachschub für die Kontinentalarmee im Amerikanischen Unabhängigkeitskrieg und erreichte Boston am 11. Juni 1780. Am 5. September 1781 nahm sie an der Seeschlacht vor der Chesapeake Bay teil und am 12. April 1782 unter Kapitän de Gouzillon an der Schlacht von Les Saintes.

### Wieder Royal Navy
Als Folge der Schlacht von Les Saintes wurde die Ardent am 14. April 1782 von der Royal Navy zurückerobert. Sie wurde unter Kapitän Richard Lucas wieder in Dienst gestellt. Am 28. August 1783 wurde sie in Tiger umbenannt. Am 10. Juni 1784 wurde die Tiger endgültig außer Dienst gestellt und zum Verschrotten verkauft.